# Ældreministeriet
Ældreministeriet er et dansk ministerium, som blev oprettet 29. august 2024.
Ministeriet blev præsenteret den 29. august 2024 som en del af en ministerrokade i Regeringen Mette Frederiksen II, hvor Social-, Bolig- og Ældreministeriet fik Sophie Hæstorp Andersen som ny minister. Samtidig blev ældreområdet udskilt i sit eget ministerium, Ældreministeriet. Siden regeringsdannelsen efter folketingsvalget 2022 har Mette Kierkgaard (M) været ældreminister. Hun fortsætter på posten.
Ansvarsområderne inkluderer sager vedrørende ældreområdet, herunder tilbud om personlig pleje og praktisk hjælp, forebyggelse, rehabilitering og genoptræning mv. samt ressortansvaret for sager vedrørende plejehjem og beskyttede boliger.
Der er ingen styrelser under ministeriet.